# Bianca Butthole
Bianca Butthole (właściwie Bianca Halstead, ur. 5 maja 1965 w Nowym Jorku, zm. 15 grudnia 2001 w Nowym Orleanie) – amerykańska wokalistka i basistka.

## Kariera
W 1990 roku założyła zespół muzyczny Butt Trumpet, który rozpadł się po pięciu latach działalności. W 1998 razem z Blare N. Bitch i Sharon Needles (gitarzystkami Butt Trumpet) uformowały nową grupę, Betty Blowtorch. Grała również w zespole Humble Gods.

## Śmierć
15 grudnia 2001 roku zginęła w wypadku samochodowym w Nowym Orleanie. Źródła podają, że kierowca jej samochodu, 33-letni William McAllister, był nietrzeźwy (Bianca nie piła od 10 lat). Według Chrisa Lee z nowoorleańskiego zespołu Supagroup, który widział się z Biancą przed jej odjazdem z Williamem McAllisterem, wracali oni z klubu El Matador Lounge, w którym bawili się po koncercie zespołu Bianki z Nashville Pussy. Świadkowie zeznali, że kierowca stracił panowanie nad kierownicą, samochód zakręcił się i wtedy w stronę pasażera, czyli Bianki, wjechało nadjeżdżające auto, zabijając ją na miejscu. William McAllister i pasażerowie drugiego samochodu trafili do szpitala.

## Dyskografia
- Primitive Enema (1994) z Butt Trumpet
- Get Off (1999) z Betty Blowtorch
- Are You Man Enough? (2001) z Betty Blowtorch
- Last Call (2003) z Betty Blowtorch
- Split CD (2005) z Butt Trumpet

## Filmografia
- Balonowy chłopak (Bubble Boy, 2001) jako ona sama
- Betty Blowtorch (And Her Amazing True Life Adventures) (2003) jako ona sama